# Младен Вранешевић
Младен Бата Вранешевић (Нови Сад, 1947 — Нови Сад, 2006) био је југословенски и српски музичар.

## Биографија
Крајем ’60-их је свирао у групама Фалкон и Неопланта.
Заједно са братом Предрагом 1978. основао је групу Лабораторија звука која је најширу популарност постигла учешћем на Опатијском фестивалу 1981. године са песмом Док вам је још време.
Године 1996. Лабораторија звука је објавила свој последњи албум и угасила се, а Младен Вранешевић се посветио области маркетинга.
Компоновао је заједно са братом Предрагом музику за већи број позоришних представа, краткометражних и дугометражних документарних филмова и серија.
Умро је у Новом Саду 2006. године.

## Филмографија
| Год.   | Назив                        | Улога |
| ------ | ---------------------------- | ----- |
| 1970-е |                              |       |
| 1978.  | Љубав у једанаестој          |       |
| 1978.  | Стићи пре свитања            |       |
| 1979.  | Трофеј                       |       |
| 1979.  | Књига другова                |       |
| 1979.  | Последња трка                |       |
| 1980-е |                              |       |
| 1980.  | Сплав медузе                 |       |
| 1981.  | Пикник у Тополи              |       |
| 1981.  | База на Дунаву               |       |
| 1982.  | Лабораторија звука (тв филм) |       |
| 1982.  | Стеница (тв филм)            |       |
| 1983.  | Приче из Непричаве           |       |
| 1983.  | Још овај пут                 |       |
| 1983.  | Чик погоди                   |       |
| 1984.  | Крај рата                    |       |
| 1984.  | Позориште у кући (ТВ)        |       |
| 1984.  | Недељни забавник             |       |
| 1985.  | Једна половина дана          |       |
| 1986.  | Родољупци                    |       |
| 1986.  | Секула и његове жене         |       |
| 1986.  | Друга Жикина династија       |       |
| 1987.  | Стратегија швраке            |       |
| 1987.  | Октоберфест (филм)           |       |
| 1988.  | Луткомендија                 |       |
| 1988.  | Крај партије                 |       |
| 1988.  | Ванбрачна путовања           |       |
| 1990-е |                              |       |
| 1990.  | Уметни рај                   |       |
| 1991.  | Оригинал фалсификата         |       |
| 1992.  | Дезертер                     |       |
| 1992.  | Јевреји долазе               |       |
| 1993.  | Пун месец над Београдом      |       |
| 1993.  | Фазони и форе                |       |
| 2002.  | Фазони и форе 2              |       |